# Мамуд (певец)
Алессандро Мамуд (итал. Alessandro Mahmoud, более известный под сценическим именем Mahmood; род. 12 сентября 1992) — итальянский певец. Представитель Италии на «Евровидении 2019» в Тель-Авиве и на «Евровидении 2022» в Турине.

## Биография
Родился в Милане, Италия в межнациональной семье: итальянки из Сардинии и египтянина. Впервые Мамуд заявил о себе в 19 лет, он выступил в шестом сезоне итальянской телепередачи X Factor. Свой первый сингл под названием «Fallin` rain» итальянский певец выпустил в 2013 году. В 2016 году начинающий музыкант занимает четвёртое место на музыкальном фестивале Сан-Ремо 2016 с песней «Dimentica». В конце 2018 года Мамуду улыбнулась удача и он побеждает в музыкальном конкурсе «Sanremo Giovani» с композицией «Gioventu Bruciata». В 2019 году молодой исполнитель выиграет музыкальный фестиваль в Сан-Ремо с песней «Soldi», что предоставляет ему возможность представлять Италию на песенном конкурсе «Евровидение 2019», на котором занимает второе место. После ошеломляющего успеха на Сан-Ремо, Мамуд дебютировал студийный альбом «Gioventu Bruciata». Альбом был выпущен 22 февраля 2019 года.
Продюсированием молодого исполнителя занимается лэйбл Universal Music Group Italia, под руководством своего A&R Manager Сары Потенте, Мамуд решился второй раз отправиться на фестиваль в Сан-Ремо. Летом 2019 видеоклип на песню итальянского исполнителя «Soldi» преодолел порог в 100 миллионов просмотров. А осенью того же года на стриминговой платформе Spotify, песня достигла 100 миллионов прослушиваний, что позволило Мамуду оказаться на первом месте с самым большим количеством стримов, на данной платформе, среди участников «Евровидения».

## Дискография

### Студийные альбомы
| Название          | Детали                                                                            | Высшая позиция в чарте | Высшая позиция в чарте | Высшая позиция в чарте | Высшая позиция в чарте | Высшая позиция в чарте | Сертификации    |
| Название          | Детали                                                                            | ITA                    | NOR                    | SPA                    | SWE                    | SWI                    | Сертификации    |
| ----------------- | --------------------------------------------------------------------------------- | ---------------------- | ---------------------- | ---------------------- | ---------------------- | ---------------------- | --------------- |
| Gioventù bruciata | - Выход: 22 февраля 2019 - Лейбл: Island - Формат: CD, цифровое скачивание, винил | 1                      | 18                     | —                      | 34                     | 34                     | - FIMI: Платина |
| Ghettolimpo       | - Выход: 11 июня 2021 - Лейбл: Island - Формат: CD, цифровое скачивание, винил    | 2                      | —                      | 80                     | —                      | 24                     | - FIMI: Золото  |

## Награды и номинации
| Год  | Церемония               | Награда                                  | Работа              | Результат |
| ---- | ----------------------- | ---------------------------------------- | ------------------- | --------- |
| 2018 | Sanremo Giovani         | Первое место                             | «Gioventù bruciata» | Победа    |
| 2018 | Sanremo Giovani         | Награда критиков                         | «Gioventù bruciata» | Победа    |
| 2019 | Фестиваль в Сан-Ремо    | Первое место                             | «Soldi»             | Победа    |
| 2019 | Фестиваль в Сан-Ремо    | Enzo Jannacci Award за лучшее исполнение | «Soldi»             | Победа    |
| 2019 | Фестиваль в Сан-Ремо    | Baglioni d’oro Award за лучшую песню     | «Soldi»             | Победа    |
| 2019 | OGAE Poll               | Евровидение-2019                         | «Soldi»             | Победа    |
| 2019 | Marcel Bezençon Awards  | Composer Award                           | «Soldi»             | Победа    |
| 2019 | Wind Music Awards       | Сингл трижды получил платиновый диск     | «Soldi»             | Победа    |
| 2019 | Wind Music Awards       | Альбом получил золотой диск              | Gioventù bruciata   | Победа    |
| 2019 | MTV Europe Music Awards | Best Italian Act                         | Himself             | Победа    |